# Azadirachta indica
El nimbo de la India o margosa de la India (Azadirachta indica), también conocido como nim o neem en América Latina, y lila india, es un árbol perteneciente a la familia Meliaceae, originario de la India y de Birmania, que solo vive en regiones tropicales y subtropicales.

Vista de la planta

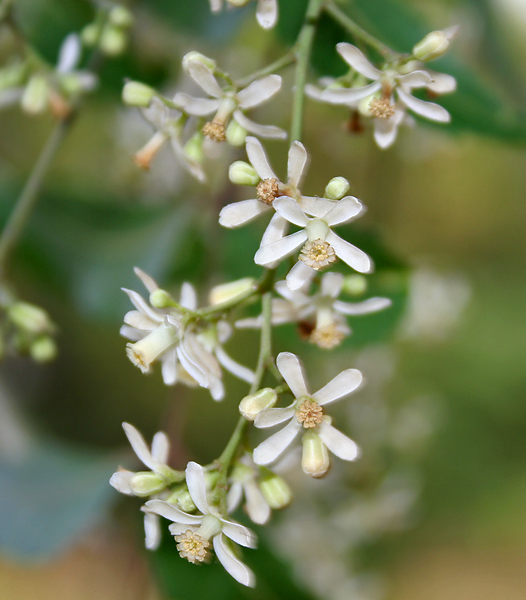
Detalle de las flores

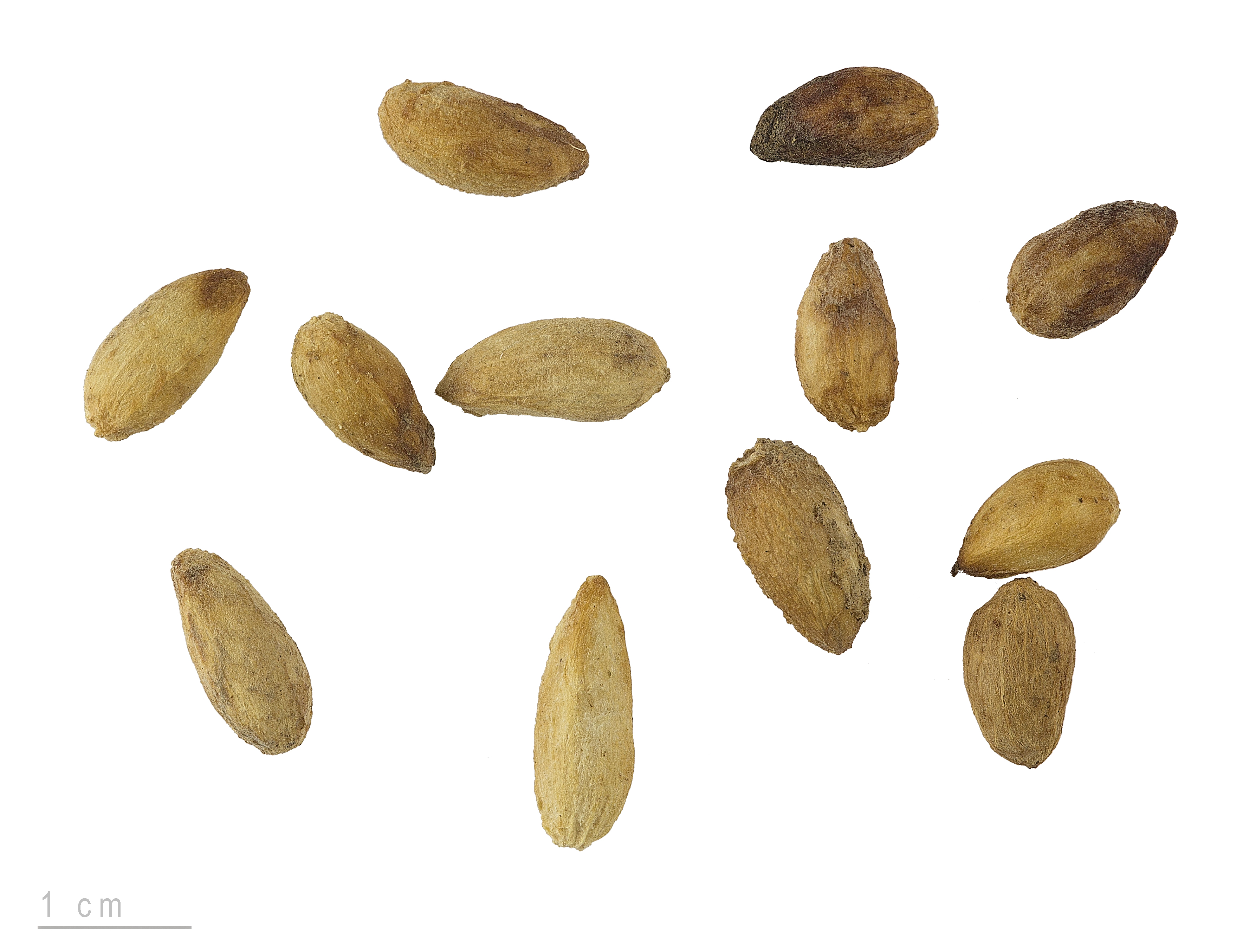
Azadirachta indica - MHNT

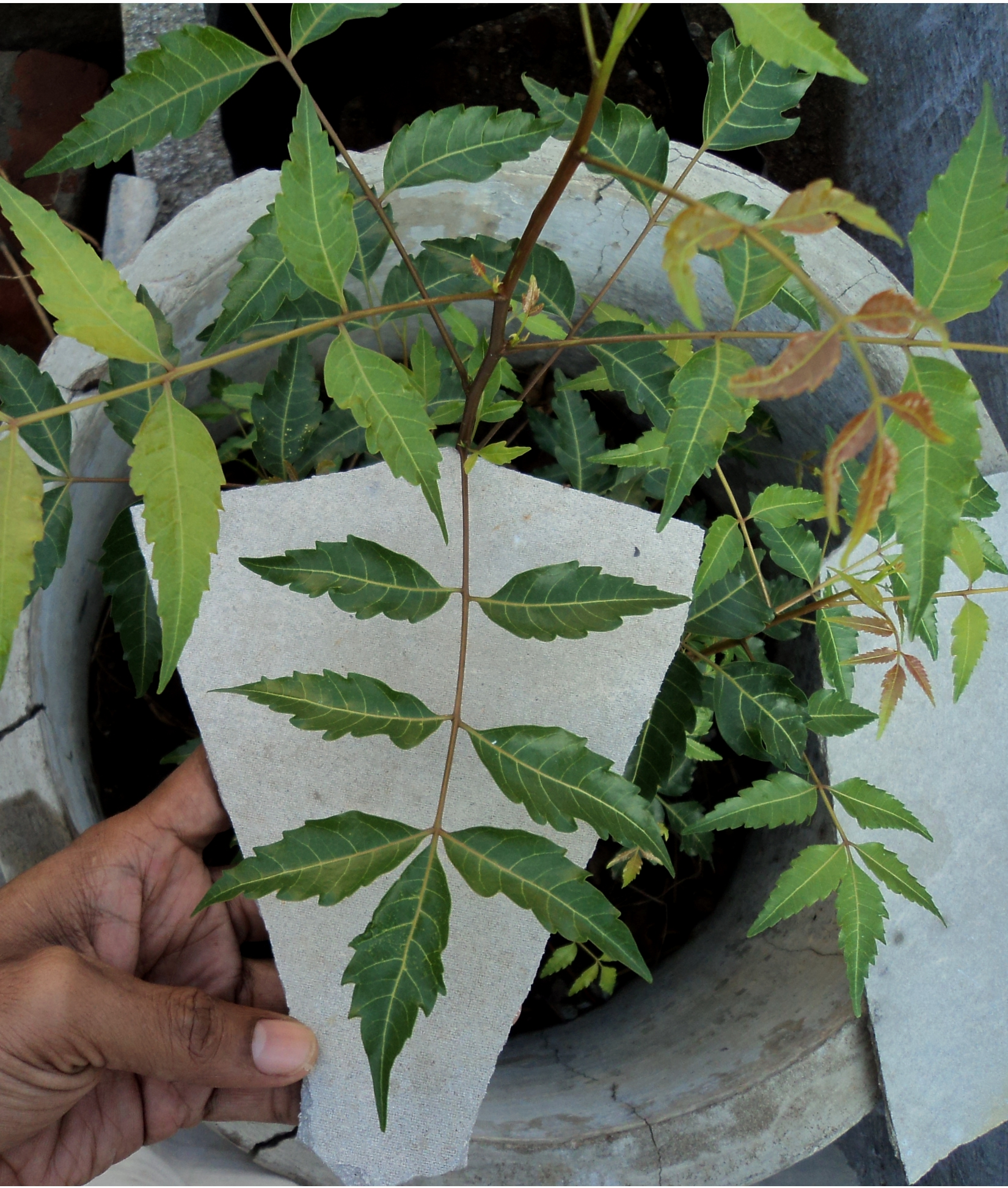
Hojas

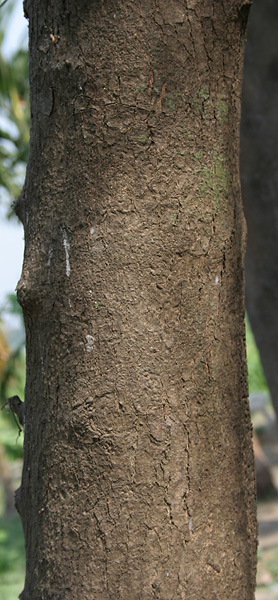
Tronco

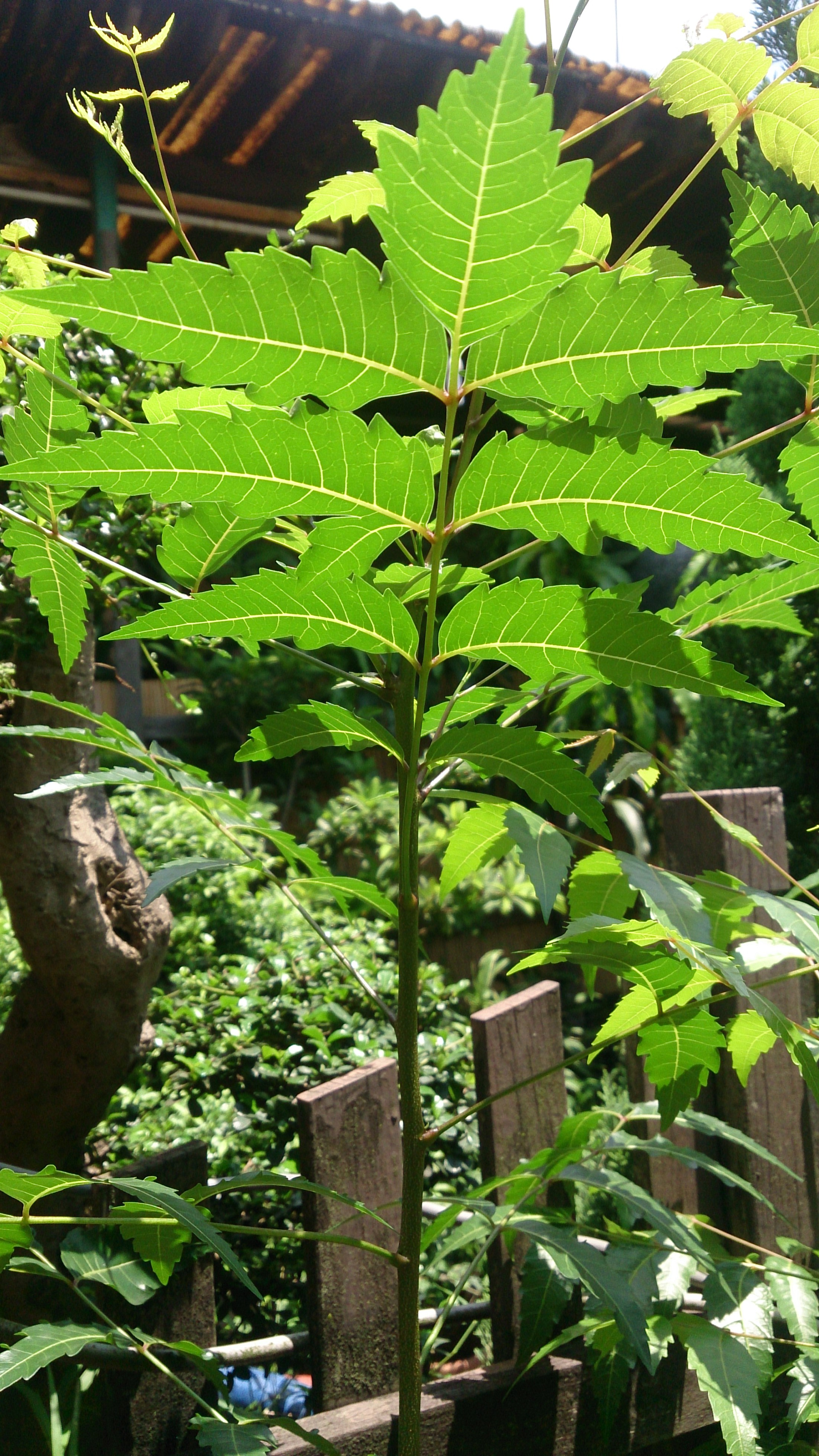
Planta joven

## Descripción
Árbol de rápido crecimiento que puede alcanzar 15 a 20 metros de altura y raramente 35 a 40 m. Tiene mucho follaje todas las temporadas del año, pero en condiciones severas se deshoja, incluso casi completamente. El ramaje es amplio, y puede alcanzar de 15 a 20 m de diámetro ya desarrollado.
El tronco es corto, recto y puede alcanzar 250 cm de diámetro. La corteza es dura, agrietada y desde color gris claro hasta castaño rojizo. La savia es blanca grisácea y el corazón del tronco es rojo; cuando se expone al aire se torna de castaño rojizo. Las raíces consisten de una robusta raíz principal y muy desarrolladas raíces laterales.
El tallo de hojas mide de 20 a 40 cm de longitud, con 20 a 31 hojas verde oscuras de 3 a 8 cm de longitud. La hoja terminal es a menudo faltante. El peciolo es corto. Hojas muy jóvenes son de color rojo o púrpura. La forma de las hojas maduras es menos asimétrico y sus márgenes están dentados.
Las flores, blancas y fragantes, están dispuestas axialmente, normalmente como panículas colgantes que miden más de 25 cm de longitud. Las inflorescencias, que se ramifican en tercer grado tiene 150 a 250 flores, cada una mide 5 a 6 mm de longitud y de 8-11 mm de ancho. Se caracterizan por su dicogamia, es decir, puede haber flores femeninas y masculinas en el mismo árbol pero en periodos diferentes.

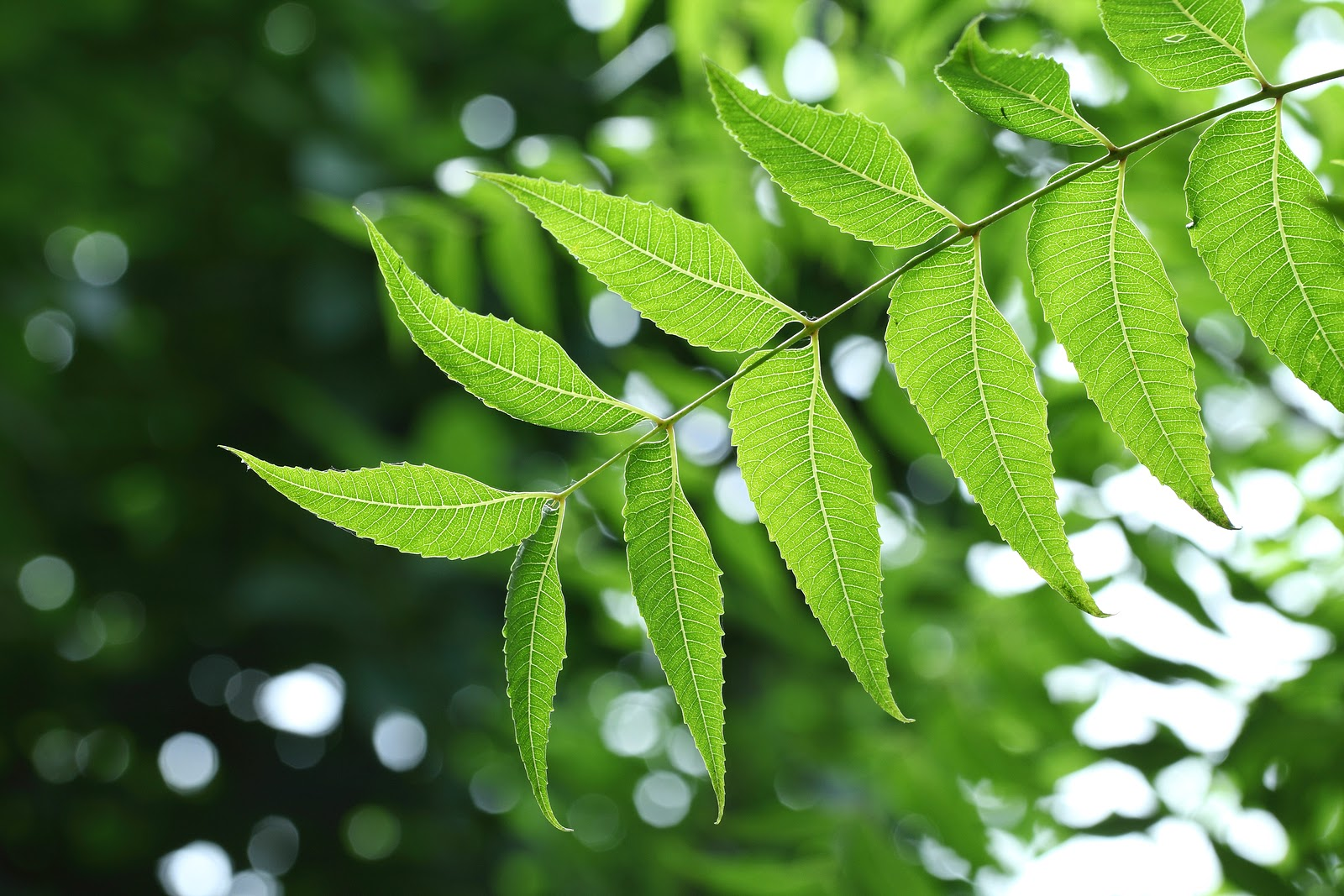
Planta de Neem

Su fruto es una drupa parecida a la aceituna en forma que varía desde un óvalo elongado hasta uno ligeramente redondo, y cuando madura mide 14 a 28 mm de longitud y 10 a 15 mm de ancho. Su epicarpio es delgado, el mesocarpio es blanco amarillento, fibroso y sabe dulce, pero es desagradable al gusto. El endocarpio es blanco, duro y almacena una semilla, en raras ocasiones dos o tres semillas elongadas con una corteza de color castaño.

## Ecología
El árbol del nim tiene una notable resistencia a la sequía. Normalmente sobrevive en zonas con condiciones subáridas a subhúmedas, con una pluviometría entre 400 y 1200 mm. Puede desarrollarse en regiones con una precipitación inferior a los 400 mm, pero en ambos casos el desarrollo depende de la cantidad de agua subterránea.
El nim puede desarrollarse en diferentes tipos de suelo, pero sobrevive mejor en sustratos bien drenados, profundos y arenosos (con un pH de 6,2 a 7). Vive en regiones con una temperatura anual de entre 21 y 32 °C, puede tolerar muy altas temperatura, pero no tolera temperaturas menores de 4 °C, porque se deshoja y puede morir. Como especie oriunda de zonas tropicales y subtropicales, el árbol demanda mucha luz y temperaturas entre 26 y 36 °C, prefiriendo suelos profundos y suelos del tipo loan o arenosos, aceptando también cierto grado de salinidad.

## Cultivo y aplicaciones
Fue introducido para cultivo en otros países de Asia, África, América, Australia y las islas del sur del Pacífico, está presente en zonas tropicales y subtropicales, excepto en terrenos de altitud elevada.
Los extractos de nim actúan, en los insectos, como antinutrientes e inhibidores hormonales de la metamorfosis; disminuyen los niveles de proteínas y aminoácidos en la hemolinfa e interfieren en la síntesis de quitina, lo que disminuye o anula la fecundidad al impedir a los insectos alcanzar la madurez, prolongando los estados larvarios o causándoles la muerte al no poder realizar las mudas.[cita requerida]
En la industria de jabones reemplaza a los aceites de coco, palma africana y maní. Como contiene ácidos mirístico y láurico, los jabones fabricados con dicho aceite tendrán más espuma y más detergencia que aquellos fabricados con aceites comestibles. También es superior al aceite de higuerilla o ricino.
La pulpa se usa en la India como generador de gas metano.
La planta como fertilizante orgánico es superior al estiércol vacuno, porcino o de otra fuente.
También, como abono orgánico es apreciada por sus propiedades insecticidas y repelentes, especialmente contra ciertos insectos como las termitas o comejenes y los dañinos nemátodos. Mezclada con urea para abonar el suelo, da buenos resultados y actúa como biocida.
Las hojas verdes constituyen un fertilizante excelente y barato.
El aceite de sus semillas se usa para preparar cosméticos. Además del uso medicinal, los árboles de nim se cultivan para disminuir la desertificación y se cree es un buen absorbente del dióxido de carbono.
El principal interés de los científicos es investigar su posible propiedad insecticida. Muchos de los metabolitos secundarios del árbol tienen actividad biológica, pero la azadiractina es considerada de mayor importancia ecológica. Los estudios han demostrado que afecta las actividades de numerosas especies, actúa interrumpiendo el ciclo vital del insecto. Las investigaciones han aumentado en el pasado, así como el deseo de conseguir un pesticida efectivo y seguro y parece ser que el nim tendrá importancia en el control de plagas.
Existe evidencia científica preliminar que demuestra que el nim es muy efectivo en el tratamiento de la sarna, pero esa evidencia todavía no se ha corroborado. El nim es recomendado a quienes sean sensibles a la permetrina, un insecticida que puede ser irritante. A su vez, también existe evidencia de su efectividad en la eliminación de piojos (en sus tres variantes), aunque no sus huevos (liendres), y en nemátodos y gusanos filiformes tanto ecto como endoparásitos del hombre. Su aplicación se está extendiendo cada día más debido a la creciente resistencia de estos insectos a los productos químicos tradicionales.

## Principios activos
Contiene numerosos compuestos terpénicos, sobre todo diterpenos derivados del abietano,  y más de cincuenta tetranortriterpenoides, entre los cuales se encuentran la azadiractina y la nimbina. La azadiractina, el compuesto que le confiere sus principales utilidades económicas se comporta como antinutriente para los insectos.[cita requerida]

## Propiedades
La corteza es tónico amargo, estimulante, astringente, febrífugo, detersivo, vermífugo. El fruto es purgante, discutiente, tóxico. Las hojas y el aceite de las semillas son antihelmíntico, antiséptico, antiparasitario. Se usan la corteza, las hojas y los frutos.

### Efectos secundarios y precauciones
Existen pocos informes científicos sobre la seguridad de las partes al descubierto del nim. Se han reportado varios casos de muerte en niños por envenenamiento con el aceite de nim. Dentro de los otros síntomas presentes en los niños, se incluyen vómito, somnolencia, heces disolutas, acidosis metabólica, anemia, síndrome de Reye, alteración de la sensación y la conciencia, convulsiones, respuesta disminuida y aumentos en las enzimas hepáticas con evidencias de lesión del hígado.
Tomar extracto de la corteza del nim por boca hasta por diez semanas parece ser bien tolerado en los adultos, como también el gel del extracto de la hoja del nim para uso por vía oral hasta por seis semanas. Una crema de nim al 5 % o aceite de nim al 0,5-2 % también es seguro cuando se aplica en la piel como repelente de mosquitos hasta por dos semanas.
Se ha reportado fibrilación ventricular y paro cardíaco debido al envenenamiento con la hoja de nim. El extracto de la hoja de nim también provoca bradicardia (ritmo cardíaco lento), irregularidades en el ritmo cardíaco o presión arterial baja.
Aunque no se ha estudiado bien en seres humanos, el nim puede provocar aumentos en los niveles de amoníaco en el cuerpo o disminuciones del azúcar en la sangre. Altas concentraciones del extracto de la hoja de nim puede inhibir la función tiroidea, particularmente la conversión de la T3 y T4. Las inyecciones del aceite de nim pueden provocar daño en el útero y en las glándulas a su alrededor, eosinofilia pasajera moderada (mayores niveles de glóbulos blancos de la sangre) y endometriosis no específica (inflamación de la pared del útero).
El aceite de margosa provoca encefalopatía tóxica (enfermedad cerebral degenerativa) particularmente en infantes y niños pequeños. Somnolencia, convulsiones, letargo y agotamiento extremo seguido de coma/hipo-reactividad son también posibles. Úsese con precaución en pacientes con enfermedad hepática.

### Embarazo y lactancia
El nim no se recomienda en mujeres embarazadas o en período de lactancia debido a sus posibles efectos abortivos (que inducen el aborto) y anti-implantación que se observaron en estudios realizados en animales. No obstante, no se han reportado efectos teratogéneticos (que provocan malformaciones o defectos al embrión del feto) en los animales.

## Taxonomía
Azadirachta indica fue descrita por Adrien-Henri de Jussieu y publicado en Mémoires du Muséum d'Histoire Naturelle 19: 221, pl. 2, f. 5. 1830.
Sinonimia
- Azadirachta indica var. minor Valeton
- Azadirachta indica var. siamensis Valeton
- Azadirachta indica subsp. vartakii Kothari, Londhe & N.P.Singh
- Melia azadirachta L.[11]
- Melia indica (A.Juss.) Brandis[12][13]